# Klymene (Dienerin)
Klymene (altgriechisch Κλυμένη Klyménē) ist eine Gestalt der griechischen Mythologie.
In manchen Überlieferungen wird Klymene Tochter des Pelops-Sohnes Hippalkos genannt. Sie war in Sparta eine Dienerin der Helena und wurde gemeinsam mit ihrer Herrin nach Troja entführt. Nach der Zerstörung der Stadt fiel Klymene dem Akamas als „Beute“ zu.